# محمد رضى الأعرابي
محمد رضى الأعرابي (12 نوفمبر 1989) هو عداء مسافات طويلة مغربي، متخصص في الماراثون. في عام 2019، شارك في الماراثون الرجالي في بطولة العالم لألعاب القوى 2019 التي أقيمت في الدوحة، قطر. وفي عام 2020 احتل المركز الحادي عشر في سباق الماراثون في دورة الألعاب الأولمبية الصيفية 2020. واحتل المركز الثاني في ماراثون مدينة نيويورك لعام 2021.

## الإنجازات
| التاريخ | البطولة                    | المكان  | المركز | الحدث       | الوقت                    |
| ------- | -------------------------- | ------- | ------ | ----------- | ------------------------ |
| 2017    | الألعاب الفرنكوفونية       | أبيدجان | الثالث | 10000 متر   | 29 دقيقة 42 ثانية 12     |
| 2018    | ألعاب البحر الأبيض المتوسط | طركونة  | الاول  | نصف ماراثون | 1 ساعة 4 دقيقة 3 ثانية   |
| 2019    | الألعاب الأفريقية          | الرباط  | الثاني | نصف ماراثون | 1 ساعة 02 دقيقة 44 ثانية |
| 2019    | دورة الألعاب العسكرية      | ووهان   | الأول  | 10000 متر   | 28 دقيقة 44 ثانية 25     |

## روابط خارجية
- محمد رضى الأعرابي في موقع أوليمبيديا
- نبذة عن محمد رضى الأعرابي   على موقع الاتحاد الدولي لألعاب القوى
- محمد رضى الأعرابي في اللجنة الأولمبية الدولية
- محمد رضا العربي على موقع الاتحاد الدولي لألعاب القوى (الإنجليزية)
- محمد رضا العربي على موقع اللجنة الأولمبية الدولية (الإنجليزية)
- محمد رضا العربي على موقع أوليمبيديا (الإنجليزية)
- محمد رضا العربي على موقع اللجنة الأولمبية المغربية (الفرنسية)